# Jump Up 〜ちいさな勇気〜
「Jump Up 〜ちいさな勇気〜」（ジャンプアップ 〜ちいさなゆうき〜）は、さくら学院の7thシングル。2014年2月12日にUNIVERSAL Jから発売された。

## 概要
さくら学院2013年度の卒業生、堀内まり菜、飯田來麗、杉﨑寧々、佐藤日向の卒業に向けて製作された卒業ソング。初回限定盤A、B、通常盤の3種類で発売された。

## 解説

### Jump Up 〜ちいさな勇気〜
ヨハン・パッヘルベルの「カノン」をモチーフにして制作されたクラシカルなメロディーの楽曲で、生徒たちが春夏秋冬をどう過ごしてきたかが歌詞に取り入れられており、「どんなに不安なときでも小さな勇気と希望を持てば、新たな一歩を踏み出せる」という希望あふれる内容となっている。
また、さくら学院の特色である合唱が取り入れられており、曲の最後にメンバーがソプラノとアルト6人ずつに分かれ、それぞれ別々の歌詞で歌唱している。

### Capsule Scope
2013年度の卒業ソング。「卒業を受け入れるのに投げやりになっていた時期もあったが、今までの思い出が自分の背中を押してくれてる。自分達らしさを忘れずに駆け抜けて行こう。」との内容で、2013年度卒業生4人の個性に合わせ、明るく、颯爽とした曲調の楽曲になっている。歌詞の中には、名作映画のタイトルが含まれており、歌詞の内容とリンクしている。

### Day Dream Believer
卒業生4人（堀内、飯田、杉崎、佐藤）で結成されたスペシャルアコースティックユニットによる楽曲。「モンキーズ」の「Day Dream Believer」を、「ザ・タイマーズ」がカバーした際の日本語詞で4人が歌う。編成は、堀内、杉崎がヴォーカルを担当するほか、杉崎がタンバリン、飯田、佐藤がギター演奏を行っている。

### 予想以上のスマッシュ
グループ内ユニット「テニス部Pastel Wind」の楽曲。前作「スコアボードにラブがある」に続き、元ラヴ・タンバリンズの宮川弾の提供である。

## ミュージックビデオ

### Jump Up 〜ちいさな勇気〜
南広志、山口元基プロディース、春山 “DAVID” 祥一ディレクション。学校の校舎が舞台となっており、楽曲のモチーフである合唱シーンが校舎のいたるところで撮影された。1曲を通して四季を表現するため、楽曲が進むにつれメンバーの制服が春から夏、そして冬へと変化し、1年の経過とメンバーのこの1年間の成長をリンクさせるような映像となっている。
また、冬のシーンでは、普段メンバー自身が使用している手袋とマフラーを着用して撮影された。撮影は、長野県にある実際の学校で行われた。

## 収録内容

### 通常盤

#### CD
1. Jump Up 〜ちいさな勇気〜
作詞：Wonderland、作曲・編曲：安岡洋一郎
2. Capsule Scope
作詞・作曲：生田真心、編曲：IkutaMachine
3. Jump Up 〜ちいさな勇気〜（instrumental）
4. Capsule Scope（instrumental）

### 初回限定盤A

#### CD
1. Jump Up 〜ちいさな勇気〜
2. Day Dream Believer / 中等部3年（堀内まり菜、飯田來麗、杉﨑寧々、佐藤日向） from さくら学院
作詞：JOHN STEWART、日本語詞：ZERRY、作曲：JOHN STEWART、編曲：Shige Yamamoto
3. Jump Up 〜ちいさな勇気〜（instrumental）
4. Day Dream Believer（instrumental） / 中等部3年（堀内まり菜、飯田來麗、杉﨑寧々、佐藤日向） from さくら学院

#### DVD
1. Jump Up 〜ちいさな勇気〜 Music Video

### 初回限定盤B

#### CD
1. Jump Up 〜ちいさな勇気〜
2. 予想以上のスマッシュ / テニス部 Pastel Wind
作詞・作曲：宮川弾、編曲：Dan Miyakawa
3. Jump Up 〜ちいさな勇気〜（instrumental）
4. 予想以上のスマッシュ（instrumental） / テニス部 Pastel Wind

#### DVD
1. さくら学院祭☆2013 〜前夜祭〜 -帰宅部 sleepieceファイナルステージ-
すいみん不足
走れ正直者
めだかの兄妹